# Kuruvadweep
Kuruvadweep (en malayalam: കുറുവദ്വീപ്) es el nombre que recibe una isla de 3,8 km² (950 acres), y un delta protegido del río Kabini en el distrito de Wayanad, en el estado de Kerala, India. 
Esta isla de bosque denso y perenne está deshabitada y permite por lo tanto, unas clases diversas de flora y fauna: especies poco comunes de aves, orquídeas y plantas. Más recientemente, ha sido identificado como el lugar más visitado en el distrito por los turistas procedentes de todo el mundo. 
La isla rodeada por los arroyos y el río es accesible mediante balsas o botes de fibra a cargo del Departamento de Turismo de Kerala. La Entrada a la isla está restringida y es controlada por el Departamento de Bosques de Kerala.